# 100 років Національній музичній академії України імені П. І. Чайковського (срібна монета)
«100 ро́ків Націона́льній музи́чній акаде́мії Украї́ни і́мені П. І. Чайко́вського» — срібна ювілейна монета номіналом 5 гривень, випущена Національним банком України. Присвячена одному із провідних музичних навчальних закладів в Україні.
Монету введено в обіг 1 листопада 2013 року. Вона належить до серії «Вищі навчальні заклади України».

## Опис монети та характеристики
| Номінал грн. | Метал            | Маса, г       | Діаметр, мм | Якість виготовлення | Гурт                           | Тираж, штук |
| ------------ | ---------------- | ------------- | ----------- | ------------------- | ------------------------------ | ----------- |
| 5            | срібло 925 проби | 15,55 / 16,81 | 33,0        | пруф                | гладкий із заглибленим написом | 3 000       |

### Аверс
На аверсі монети розміщено: угорі малий Державний Герб України, напис півколом «НАЦІОНАЛЬНИЙ БАНК УКРАЇНИ»; на тлі стилізованої композиції — рояль, скрипковий ключ і нотний стан, зображено портрет П. І. Чайковського, під яким номінал — «5 ГРИВЕНЬ», рік карбування «2013».

### Реверс
На реверсі монети на дзеркальному тлі зображено будівлю оперної студії Національної музичної академії України, під якою напис «100 РОКІВ» та лаврова гілка; по колу розміщено напис «НАЦІОНАЛЬНА МУЗИЧНА АКАДЕМІЯ УКРАЇНИ ІМЕНІ П. І. ЧАЙКОВСЬКОГО».

## Автори

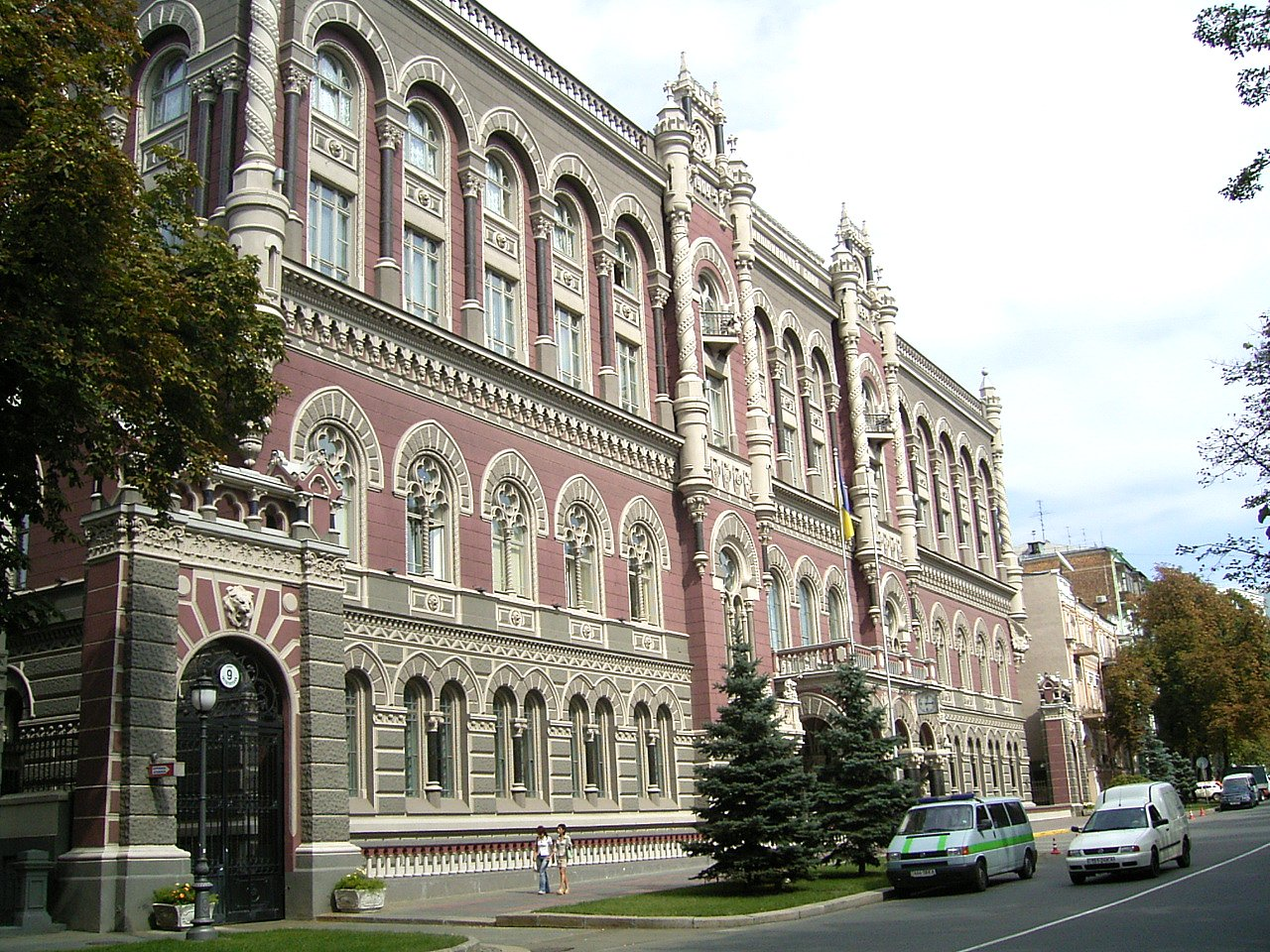
Будівля Національного банку України

- Художник — Чайковський Роман.
- Скульптор — Чайковський Роман.

## Вартість монети
Ціна монети — 367 гривень, була вказана на сайті Національного банку України в 2015 році.
Фактична приблизна вартість монети, з роками змінювалася так:
| Рік        | 2014 | 2015 | 2016 | 2017 | 2018 | 2019 | 2020 | 2021 | 2022 | 2023 | 2024  | 2025  |
| ---------- | ---- | ---- | ---- | ---- | ---- | ---- | ---- | ---- | ---- | ---- | ----- | ----- |
| Ціна, грн. | 380  | 500  | 450  | 490  | 490  | 450  | 400  | 510  | 560  | 800  | 1 200 | 1 550 |